# Frank Howard
Frank Oliver Howard (Columbus, 8 de agosto de 1936 – Condado de Loudoun, 30 de outubro de 2023), apelidado de "Hondo", "The Washington Monument" e "The Capitol Punisher", foi um jogador profissional de beisebol que atuou como defensor externo da Major League Baseball, além de ter sido técnico assistente e treinador. Jogou principalmente pela franquia do Los Angeles Dodgers e Washington Senators/Texas Rangers.

## Morte
Howard morreu no dia 30 de outubro de 2023, aos 87 anos, vítima de um AVC.